# Al Jochim
Alfred August Jochim, detto Al (Berlino, 12 giugno 1902 – Teaneck, 17 marzo 1980), è stato un ginnasta statunitense.

## Palmarès

### Olimpiadi
- Argento a Los Angeles 1932 nel volteggio maschile.
- Argento a Los Angeles 1932 nel concorso a squadre.